# Серебреников, Альмар Александрович
Альма́р Алекса́ндрович Сере́бреников (укр. Альмар Олександрович Серебреников; 8 декабря 1932, Воронеж — 5 февраля 1998, Киев) — советский и украинский кинооператор и режиссёр-документалист. Заслуженный деятель искусств УССР (1980).

## Биография

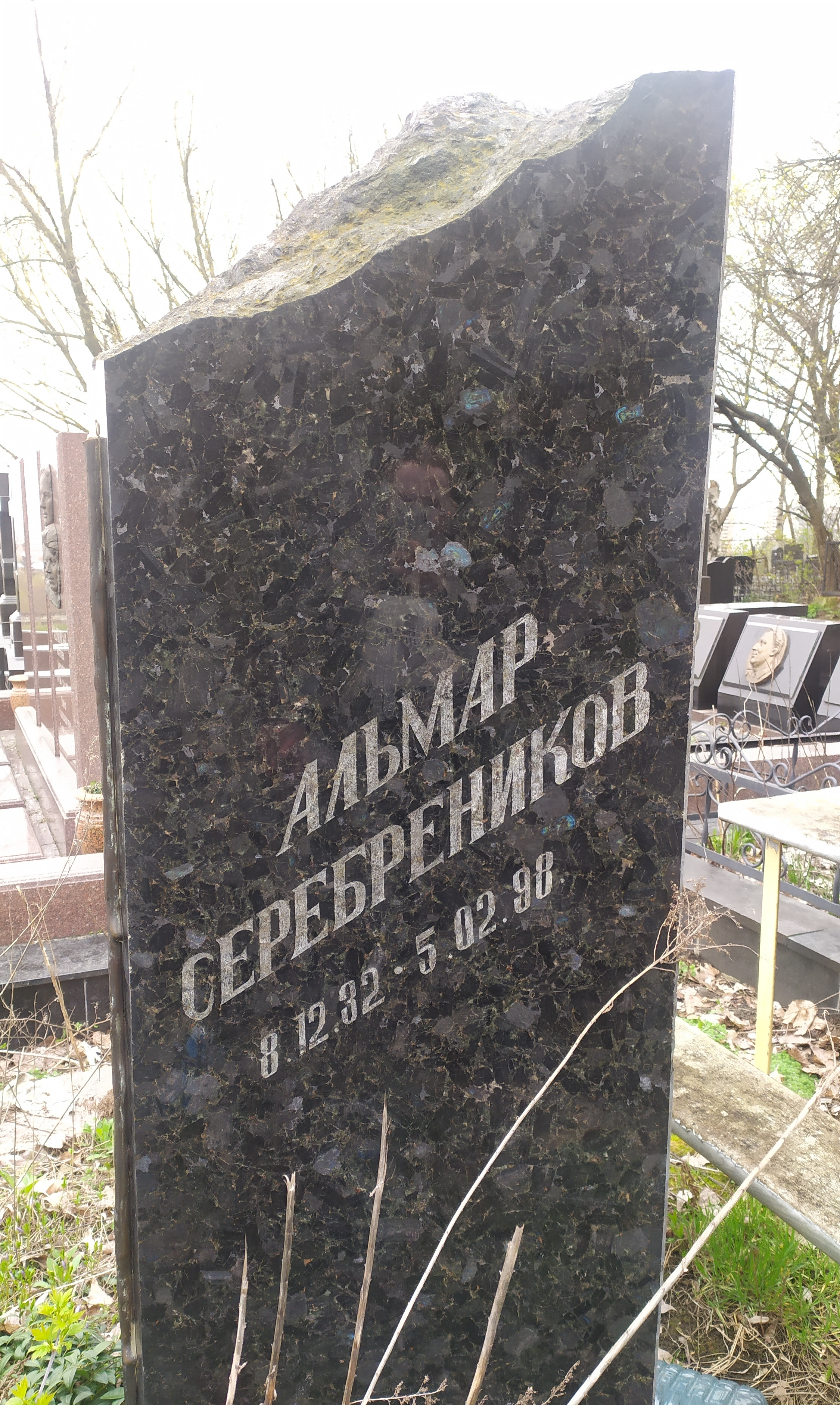
Могила А. А. Серебреникова на Байковом кладбище

Родился 8 декабря 1932 года в Воронеже. Окончил Киевский государственный университет имени Т. Г. Шевченко (1955) и операторский факультет Всесоюзного государственного института кинематографии (1964).
Работал на киностудии учебных фильмов. С 1960 года — оператор и режиссёр Киевской киностудии научно-популярных фильмов «Киевнаучфильм». С 1984 года руководил мастерской в Киевском институте театрального искусствава имени Карпенко-Карого.
Член КПСС с 1962 года. Член Союза кинематографистов СССР и Украины.
Умер 5 февраля 1998 года в Киеве. Похоронен на Байковом кладбище (участок № 49а).

## Фильмография
Оператор
- 1963 — В плавнях Днепра / У плавнях Дніпра
- 1963 — Мел, тряпка, кибернетика / Крейда, ганчірка, кібернетика
- 1963 — Рассказы о Шевченко / Розповіді про Шевченка
- 1964 — Днепровские этюды / Дніпровські етюди
- 1965 — В Монтевидео / У Монтевідео
- 1965 — На грани жизни / На межі життя
- 1966 — Атлант-1

Режиссёр-постановщик
- 1970 — Индийские йоги — кто они? / Індійські йоги. Хто вони?
- 1971 — Крокодилы… как крокодилы… / Крокодили… як крокодили…
- 1975 — Индия отражается в Ганге / Індія відбивається в Гангу
- 1977 — Вас ждёт Нептун / На вас чекає Нептун (в соавторстве)
- 1979 — Загадочный мир животных / Загадковий світ тварин
- 1980 — В. М. Глушков, кибернетик / В. М. Глушков, кібернетик
- 1981 — Дели, связь времён / Делі, зв’язок часів
- 1983 — Государственное отношение / Державне ставлення
- 1986 — Воплощение / Втілення
- 1986 — Море с двойным дном / Море з подвійним дном
- 1989 — Уроки В. Ф. Шаталова
- 1990 — Рождение украинского кино / Народження українського кіно
- 1994 — Закарпатские горизонты / Закарпатські горизонти
- 1997 — Национальный музей «Чернобыль» / Національний музей «Чорнобиль»

## Награды
- Первая премия II Всесоюзного кинофестиваля в Киеве за фильм «На грани жизни», 1965[4];
- Диплом Международного кинофестиваля, Великобритания за фильм «В плавнях Днепра», 1966[источник не указан 143 дня];
- Премия имени М. В. Ломоносова за фильм «На грани жизни», 1967[1];
- Заслуженный деятель искусств УССР (1980)[1];
- Почётный диплом жюри XIII Всесоюзного кинофестиваля в Душанбе (1980) за фильм «Загадочный мир животных», 1979[5];
- премия имени А. Довженко (1985) за фильм «Государственное отношение», 1983[1];
- Нагрудный значок «Отличник кинематографии СССР»[источник не указан 171 день].